# Cipela
Cipele ili postole su vrsta zaštitne obuće za ljudska stopala. Postoje brojne vrste cipela koje mogu biti izrađene od različitih materijala i namijenjene za posebne potrebe. Razlikuju se muške i ženske, kao i po obliku, strukturi, veličini i implementaciji tehnologija. Česti dodatni element cipele je visoka ili niska peta. Za čišćenje i poliranje određenih vrsta obuće se koristi krema za cipele. Riječ cipela dolazi od mađarske riječi cipellö. Ukorijenila se tokom mađarizacije Hrvata i tako je ostala u svakodnevnoj uporabi.

## Vrste cipela
Vrste cipela su primjerice: 
- čizme
- balerinke
- tenisice
- klompe
- štikle
- sandale
- japanke

Cipele mogu biti:
- športske, primjerice
  - skijaške
  - za planinarenje
  - za biciklizam
- radne
- plesne